# Resident Alien
Resident Alien är en amerikansk science-fiction- och dramakomediserie vars första säsong hade premiär den 27 januari 2021. Första säsongen består av tio avsnitt. Den tredje säsongen hade premiär den 14 februari 2024. Serien är skapad av Chris Sheridan som även medverkat i skrivandet av manus.

## Handling
Serien kretsar kring en utomjording som av misstag kraschar på jorden och gömmer sig i en avlägsen stuga i Colorado. Han tar över en lokal läkares identitet, men problem uppstår när han inser att en av invånarna, en 9-årig pojke, kan se hans sanna identitet.

## Rollista (i urval)
- Alan Tudyk - Harry Vanderspeigle
- Sara Tomko - Asta Twelvetrees
- Corey Reynolds - Mike Thompson
- Alice Wetterlund - D'Arcy Bloom
- Levi Fiehler - Ben Hawthorne
- Judah Prehn - Max Hawthorne
- Elizabeth Bowen - Olivia "Liv" Baker
- Meredith Garretson - Kate Hawthorne
- Gary Farmer - Dan Twelvetrees
- Mandell Maughan - Lisa Casper
- Alex Barima - David Logan
- Jenna Lamia - Judy Cooper
- Sarah Podemski - Kayla
- Linda Hamilton - Eleanor McCallister
- Nathan Fillion - 42
- Terry O'Quinn - Peter Bach
- Enver Gjokaj - Joseph Rainier
- Edi Patterson - Heather
- Alex Borstein - Carlyn